# Памятник жертвам ОУН-УПА (Луганск)
Памятник жертвам ОУН-УПА (Луганск) (официальное название «Памятник жителям Луганщины, павшим от рук карателей-националистов из ОУН-УПА») — памятник, установленный в сквере Героев Великой Отечественной войны в центре города Луганска (Украина). Открыт 8 мая 2010 года.
Автор памятника — заслуженный художник Украины, скульптор Николай Васильевич Можаев.

## Описание
Монумент состоит из фигур матери, тянущего к ней руки ребёнка и защищающего их мужчины, руки которого связаны верёвкой. Надпись на памятнике гласит: «Правда забвению не подлежит».
На мемориальной стеле у постамента памятника высечены имена уроженцев Ворошиловградской области, которые были откомандированы на работу в Западную Украину и убиты там членами ОУН-УПА — 21 имя, среди которых — комсомолка Раиса Борзило, молодая учительница села Гаи (Львовский район), погибшая при невыясненных обстоятельствах в 1945 году.

## Создание
Конкурс на лучший проект памятника «жертвам Организации украинских националистов и Украинской повстанческой армии» был объявлен Луганским областным советом 15 января 2009 года. Монумент был установлен 8 мая 2010 года.
Памятник был создан при участии Луганского областного совета, Луганского городского совета и патриотической общественной организации «Молодая гвардия». Создание памятника стоило около одного миллиона гривен, которые были собраны общественностью в течение нескольких лет.

## Церемония открытия
В церемонии открытия памятника участвовали заместитель главы Партии регионов Украины, глава фракции партии в Верховной Раде Украины, бывший глава Луганской областной государственной администрации, народный депутат Александр Ефремов, вице-премьер Украины, бывший председатель Луганского областного совета Виктор Тихонов, депутат Государственной Думы Российской Федерации Константин Затулин, глава Луганской областной государственной администрации Валерий Голенко, городской голова Луганска Сергей Кравченко. В конце церемонии открытия памятник был освящён священнослужителями.
Виктор Тихонов заявил:

Этих людей убили не жители Западной Украины, а бандиты. В данном случае мы ставим памятник жертвам, погибшим от рук бандитов. Когда нам в руки попали документы о том, какая мученическая смерть постигла там наших земляков, то мы не могли пройти мимо этого. Пока известно об около 100 погибших, но их было больше. Мы нашли сейчас все списки направленных с 1943 по 1957-й год, и сейчас организация «Молодая гвардия» занимается поиском этих людей, и думаю, мы найдём всех. К сожалению, по указанию предыдущей украинской власти, многие документы уничтожены, но нам помогает сейчас Московский центральный архив.

## Реакция в обществе
Уже сразу после объявления инициативы по установке памятника он превратился в объект для дискуссий и повод для столкновений. 23 апреля 2008 года во время закладки камня на месте будущего памятника произошла стычка между инициаторами и противниками установки — представителями Луганской областной организации ВО «Свобода».
После открытия памятника 8 мая 2010 года ряд луганских общественных организаций и местных отделений политических партий обратились к властям с требованием расследования действий по его установке и немедленному демонтажу.